# Timothy Zahn
Timothy Zahn (Chicago (Illinois), 1 september 1951) is een Amerikaans sciencefictionschrijver. Zahn studeerde natuurkunde aan de universiteit van Illinois. 
Zahn is bekend door zijn Star Wars Thrawn-trilogie, die doorgaat na Return of the Jedi  en de carrière van het karakter Thrawn volgt. Dit werk  kende een reeks van vervolgboeken door andere schrijvers. Later schreef Zahn ook nog twee Star Wars boeken (The Hand of Thrawn serie) en droeg bij aan verzamelbundels. Populair is ook zijn Conqueror's trilogie.
Zahn won de Hugo Award in 1984 met de novelle Cascade Point.
Op 25 April 2014 doopte Lucasfilm de "Expanded Universe" en de boeken van Zahn om tot "Legends". Nadat het karakter Thrawn in 2016 opnieuw gecanoniseerd werd in Star wars Rebels door Dave Filoni, schreef Zahn een nieuwe Thrawn-trilogie en de Thrawn Ascendency-trilogie.

## Gedeeltelijke bibliografie
Thrawn trilogie (Legends)
- Heir to the Empire (1991) nl:Erfgenaam van het Rijk
- Dark Force Rising (1992) nl:De Macht van de Duistere Kant
- The Last Command (1993) nl:Het Laatste Bevel

The Hand of Thrawn (Legends)
- Specter of the Past (1997)
- Vision of the Future (1999)

Conquerors trilogie (Legends)
- Conquerors' Pride (1994)
- Conquerors' Heritage (1995)
- Conquerors' Legacy (1996)

Thrawn trilogie (Canon)
- Thrawn (2017)
- Thrawn: Alliances (2018)
- Thrawn: Treason (2019)

Thrawn Ascendency trilogie (Canon)
- Chaos Rising (2020)
- Greater Good (2021)
- Lesser Evil (2021)